# Longare
Longare (Łongare in veneto) è un comune italiano di 5 434 abitanti della provincia di Vicenza in Veneto.

## Geografia fisica
Il territorio del comune, del capoluogo e delle sue due frazioni di Costozza e Lumignano, comprende una fascia pianeggiante limitata a est dal fiume Bacchiglione e dal Canale Bisatto e, a sud-ovest, una zona collinare dei Colli Berici. Questi ultimi, contraddistinti in generale da uno sviluppo altitudinale limitato e un andamento per lo più caratterizzato da declivi dolci, manifestano invece in questa zona un aspetto segnato da versanti molto più ripidi e incisi, soprattutto nella linea Sossano-Costozza dove i complessi calcarei presentano dei dirupi strapiombanti evidenti particolarmente nella falesia di Lumignano, residuo dell'antica scogliera corallina oligocenica, quando le attuali colline si affacciavano su un mare con acque di tipo tropicale.

### Geologia
La fascia collinare dei Monti Berici di pertinenza del comune di Longare è in gran parte costituita da una formazione calcarea risalente all'epoca oligocenica, compresa cioè tra 34 e 23 milioni di anni fa. Questo complesso calcareo superficiale poggia a sua volta su sottostanti e precedenti calcari grigi marnosi formatisi nell'Eocene, tra 55 e 34 milioni di anni fa.
Entrambe le formazioni calcaree derivano dalla sedimentazione biochimica e organogena attuatasi in un ambiente lagunare caratterizzato da acque tropicali ben ossigenate e con temperature dell'acqua marina comprese tra 25 e 29 gradi. La barriera corallina, che andava a formare il margine sud-orientale degli attuali Colli Berici, separava la laguna dal mare aperto che doveva estendersi fino ai vicini Colli Euganei. In queste rocce sono presenti in modo visibile resti e scheletri di coralli, idrozoi e alghe calcaree.
I fenomeni erosivi che hanno operato sulla matrice calcarea superficiale hanno dato luogo a processi di dissoluzione carsica che hanno generato una fitta serie di cavità, grotte e covoli. Questi a Costozza sono stati tra loro collegati in una rete di ventidotti che incanalano tuttora l'aria fresca proveniente dalle viscere dei colli a una temperatura costante di circa 12-14 gradi e ne permettono la fruizione negli ambienti di pianura a ridosso dei colli. Questa caratteristica era già nota e famosa nei secoli XVI-XVII e fu sfruttata per fornire un sistema di condizionamento dell'aria utile per rinfrescare le ville e i palazzi nobiliari durante la calura estiva.
Oltre alle formazioni calcaree organogeniche, la struttura comprende anche formazioni di antica origine vulcanica, coeve a quelle dei non lontani Monti Lessini, di cui resta traccia anche nel neck (o tappo vulcanico) del diametro di circa 400 metri ancora riscontrabile in località Munarini di Lumignano.

### Flora
Mentre la fascia pianeggiante presenta vaste zone caratterizzate da colture agricole, per lo più permanenti, e ampie zone a seminativi, nell'area collinare si possono invece individuare prevalentemente tre tipi di ambiente: un'estesa area boschiva soprattutto nella parte più alta dei rilievi; la macchia o il bosco rado, prevalente nei versanti meridionali dove lo strato di suolo fertile che ricopre il sottosuolo calcareo è piuttosto sottile; infine l'ambito rupestre che alloggia specie adattatesi a un ambiente di limitata ospitalità.
Le specie presenti nella fascia boschiva sono quelle tipiche dei Colli Berici, caratterizzate da piante non di alto fusto dato il limitato spessore del suolo fertile disponibile. Si trovano frequenti sia il carpino bianco che quello nero, assieme al castagno, al nocciolo, al rovere e alla robinia. Tra le specie arbustive si trovano la roverella, il terebinto, l'orniello, il ginepro, il corniolo, oltre al pruno e alla rosa canina.
Tra le specie più rare si possono segnalare l'endemica saxifraga berica, l'orchidea maggiore e la maclura pomifera. Non mancano poi le felci, sia il capelvenere che l'asplenium lepidum (felce graziosa).

## Origini del nome
Pur in assenza di informazioni certe, il nome potrebbe:
- fare riferimento alla posizione allungata del comune compresa tra il fiume Bacchiglione e i soprastanti Colli Berici
- oppure derivare dal latino medievale longaria che indicava una striscia di terra che emerge da zone paludose; nelle mappe antiche infatti il toponimo è Longaria
- oppure derivare da Longari, gli Ungari che nel medioevo invasero e saccheggiarono la parte pianeggiante dell’abitato

## Storia

### Epoca antica
Le prime popolazioni, nomadi o seminomadi si insediarono nei covoli, come dimostrano le tracce riferibili al paleolitico medio e superiore nella Grotta del Sengio Longo e quelle nel Castellon del Brosimo dell'età del bronzo.
Successivamente uscirono dalle grotte e costruirono le loro capanne inizialmente in località protette e facilmente difendibili come rilievi e colline, poi si spostarono nelle pianure fertili e ricche di acque.
La colonizzazione romana avvenne in modo lento e pacifico, quasi una assimilazione culturale, economica e politica dei veneti da parte dei romani, più potenti ed organizzati. Le risorse del territorio poterono essere meglio sfruttate grazie alle opere di bonifica ed alla costruzione di una rete viaria che metteva in comunicazione i diversi centri: lungo le strade i villaggi ed i castellieri assunsero importanza militare e commerciale. La pietra bianca, e di riflesso l'abitato di Costozza, guadagnarono in notorietà ed acquistarono un mercato sempre più esteso: Custodia diventa presidio e poi vico, conoscendo secoli di prosperità fino alle invasioni barbariche.

### Medioevo
Nel 753, durante il dominio longobardo, compare citato un atto di donazione con il quale il longobardo Anselmo attribuisce i beni da lui posseduti a Costozza all'abbazia di Nonantola. Questo atto è storicamente significativo, perché testimonia l'arrivo dei monaci benedettini nel territorio: intorno alle fondazioni benedettine il paese si ripopolò e le terre vennero messe a coltura; sorsero la pieve di San Mauro a Costozza e le chiese di San Maiolo a Lumignano e di San Vito a Secula. Nel XIII secolo la pieve di San Mauro divenne chiesa matrice di numerose altre chiese e cappelle: il territorio ricadeva sotto la diretta giurisdizione vescovile e Costozza era dotata di un castello, anch'esso dipendente dal vescovo.
Nel 1142 iniziò una guerra regionale che coinvolse tutte le città della Marca veronese e Padova tolse a Vicenza la possibilità di utilizzare le vie di comunicazione sia fluviali che terrestri. Per ritorsione, i Vicentini con una rosta, cioè uno sbarramento presso Longare, deviarono le acque del fiume nel Canale Bisatto — forse un antico ramo del Retrone che scorreva lungo le colline e che si dirigeva verso Este, tanto da essere chiamato fiume della Riviera — lasciando quindi Padova all'asciutto. Tale privazione era assolutamente insostenibile, essendo l'acqua essenziale per l'azionamento dei mulini, per l'approvvigionamento dell'acqua potabile e per la difesa. Per ritornarne in possesso, Padova occupò militarmente Longare e ripristinò la situazione idrografica naturale. La guerra continuò per cinque anni, anche con l'obiettivo, da parte dei vicentini, di conquistare o consolidare il proprio dominio su zone periferiche strategiche, come Bassano, Marostica e Montegalda.
Nel 1147 i vescovi veneti e il patriarca di Venezia intervennero nel conflitto portando le due città rivali alla pace di Fontaniva.
Nel 1188 Padova tornò a scontrarsi con Vicenza per tentare nuovamente di conquistare Montegalda, provocando la conseguente reazione dei Vicentini, che deviarono per la seconda volta le acque del Retrone/Bacchiglione nel Bisatto. Molto probabilmente l'apporto idrico del Piovesella non era sufficiente ai fabbisogni della città, pertanto i padovani per la seconda volta fecero una sortita su Longare per eliminare la deviazione.
L'ultimo dispetto viene ricordato nel 1311 quando, appena liberati da Enrico VII dalla soggezione a Padova, i vicentini deviarono nuovamente le acque del Bacchiglione, nonostante la disapprovazione dell'imperatore. Questi ingiunse a Vicenza di risarcire Padova per i danni provocati dalla deviazione del fiume, ma il Consiglio vicentino si rifiutò di pagare, dando così il via a numerose liti su varie questioni, in particolare sulla restituzione a Padova di alcuni fondi rurali. Alla fine Enrico impose a Vicenza di riaprire il corso originario del Bacchiglione. I problemi, e gli interventi di deviazione delle acque, si ripresentarono ancora nel XIV secolo durante le signorie scaligera e viscontea. Cessarono definitivamente dopo che, nel 1404, la Serenissima Repubblica di Venezia estese il proprio dominio fino all'Adda, stabilizzando l'assetto politico territoriale.
Nel XIII secolo la situazione politica ed amministrativa fu fortemente turbata dalle mire espansionistiche di Ezzelino III da Romano, cui oppose fiera resistenza la Lega Padovana. Dopo la caduta del tiranno e la successiva sottomissione di Vicenza a Padova, il 13 giugno 1292 la comunità rurale di Costozza si dotò di uno statuto formato da tre libri: il primo riguardava l'attività amministrativa, il secondo e il terzo l'uso pubblico del Covolo della Guerra. In seguito lotte per il predominio videro opporsi gli Scaligeri ed i Carraresi, in un'alternanza di scontri e pacificazioni che lasciarono stremata la popolazione; a tutto questo si aggiunsero le frequenti carestie, le improvvise e devastanti diffusioni di morbi infettivi ed i terremoti che tra gli inizi del XII secolo e la prima metà del XIV secolo si abbatterono per ben tre volte su Costozza.
Verso la metà del Trecento, durante la dominazione scaligera, tutto il territorio che attualmente fa parte del Comune di Longare fu soggetto, sotto l'aspetto amministrativo e fiscale, al Vicariato civile di Barbarano e tale rimase sino alla fine del XVIII secolo.

### Epoca moderna
La pace venne infine imposta da un nuovo e più potente signore: la Repubblica di Venezia, cui il territorio vicentino fu sottomesso dal 1404 fino alla fine del XVIII secolo. Costozza rimase pressoché ininterrottamente sotto il dominio della Serenissima e, dopo un turbolento periodo di iniziale assestamento e il passaggio delle truppe imperiali durante la guerra che agli inizi del Cinquecento oppose Venezia alla Lega di Cambrai, lo sviluppo dell'attività estrattiva locale ne trasse grande beneficio. Fu il momento di maggiore splendore per la “perla dei Berici”, ricca di ville gentilizie, collegate da un geniale sistema di condutture, i "ventidotti", che convogliavano nelle stanze l'aria fresca proveniente dalle grotte dei monti circostanti.

### Epoca contemporanea
L'arrivo di Napoleone ed il crollo della Repubblica di Venezia determinarono la fine anche della cosiddetta "civiltà delle ville". Sotto i domini francese e austriaco, tra la fine del Settecento e la prima metà dell'Ottocento, lo sviluppo delle attività locali subì dapprima un'interruzione e poi uno spostamento verso l'abitato di Longare la cui importanza divenne prevalente rispetto a quelli di Costozza e di Lumignano.
Con l'annessione del Veneto al Regno d’Italia, nel 1866, il territorio subì una risistemazione amministrativa che sancì l'innalzamento di Longare a capoluogo. Nel Novecento, dopo i terribili momenti vissuti durante i due conflitti mondiali — il primo soprattutto — l'economia subì una vera e propria svolta: a partire dal secondo dopoguerra nacquero curati quartieri residenziali ed una zona artigianale che occupò spazi e forza lavoro prima destinati all'agricoltura. Ancora oggi però la vocazione agricola di Longare è preponderante ed è caratterizzata da una produzione estremamente diversificata, nella quale spiccano i settori vitivinicolo e quello della coltivazione dei funghi in grotta.

### Simboli
Lo stemma e il gonfalone sono stati concessi con regio decreto del 23 luglio 1937.
Il gonfalone in uso è un drappo di azzurro bordato di giallo.

## Monumenti e luoghi d'interesse

### Architetture religiose

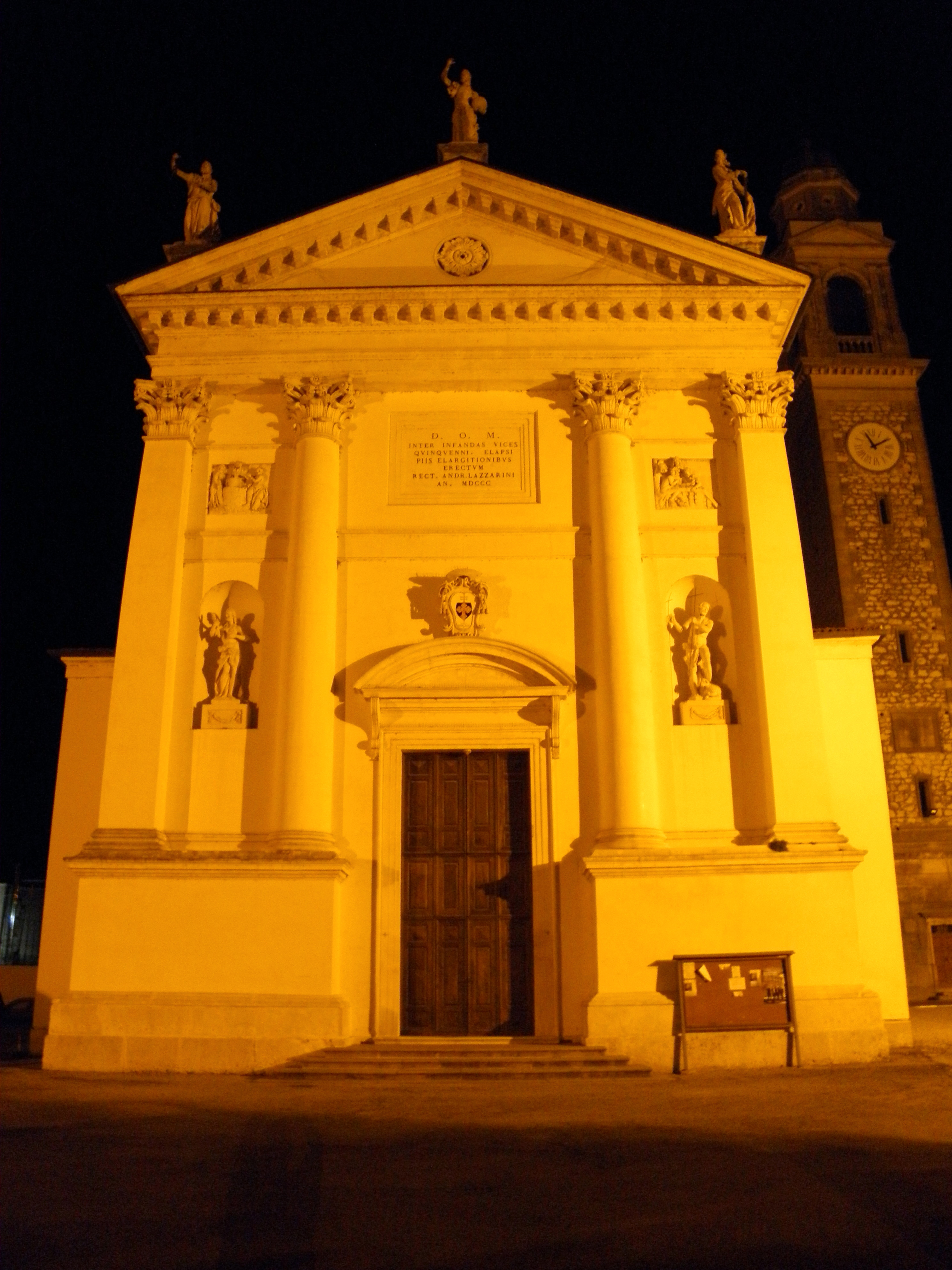
La facciata della chiesa di Santa Maria Maddalena a Longare in visione notturna.

Chiesa di Santa Maria Maddalena (Longare) 45.479645°N 11.607388°E
La più antica sede parrocchiale con giurisdizione su questa zona - secondo quanto scriveva Francesco Barbarano nel Seicento - era stata la chiesa di Secula, dedicata ai santi Vito, Modesto e Crescenzia (quindi di chiara origine benedettina) a suo tempo sottoposta all'abbazia di San Mauro di Costozza, che serviva entrambe le ville di Longare e di Secula: "In essa tenevasi il fonte battesimale con il SS. Sacramento".
Questa chiesa più antica, con annesso cimitero, era ancora funzionante agli inizi dell'Ottocento, ma non più nel 1868"Essendosi poi molto moltiplicato il popolo di Longare ben fu giudicato trasferirvi anco la parrocchia di Secula, per il qual'effetto fu destinata la chiesa di S. Maria Maddalena". Questa era stata costruita - appunto a Longare - nel 1303; in vari documenti del Tre-Quattrocento veniva nominata Ecclesia Sancte Marie de Longare, mentre in un atto del 1418 era intitolata a Santa Maria Maddalena. "Aveva tre altari e nel maggiore eravi (quando scriveva il Maccà, agli inizi dell'Ottocento) una bella tela di Alessandro Maganza.
La chiesa di Longare però, posta in un "sito basso, tra i due fiumi Bacchiglione e Bisato", era "soggetta ad essere allagata dalle acque nelle loro maggiori escrescenze … si determinò di costruirne un'altra". La costruzione della nuova chiesa iniziò nell'anno 1796 "in un sito bello e lontano dalle acque, cioè nel luogo borgato ai piedi del monte, accanto alla strada pubblica che conduce a Vicenza, e fu fabbricata assai più magnifica della prima con tre altari. L'altar maggiore isolato è di marmo carrarese. Ha un bel tabernacolo con colonne e incrostature di verde antico. Era della chiesa di Santa Maria Nova di Vicenza. In diverse nicchie dipinse a chiar'oscuro Giacomo Ciesa, pittore vicentino. Di essa fu architetto il conte Ottone Calderari ed esecutore Giacomo Fontana." Fu inaugurata il 14 ottobre 1804 "con grandiosa solennità e numeroso concorso di popolo della città e delle altre ville circonvicine in processione si trasportò il SS. Sacramento e le altre sacre reliquie nella nuova chiesa, ove da cantori fatti venire da Vicenza si cantò la prima messa con orazione e panegirico adattata alla solennità di quel giorno". La torre campanaria fu invece costruita circa cent'anni più tardi.
Al suo interno è conservata una pala autografa dei Maganza, che proveniva dalla chiesa antica, raffigurante la Maddalena nell'atto di ungere i piedi di Gesù. Le nicchie ai lati della porta d'ingresso contengono le statue di santa Maria Maddalena e di san Giovanni Battista, che si ritiene appartenessero anch'esse alla chiesa precedente.
Oratorio della Beata Vergine del Carmine (Secula) 45.481687°N 11.615271°E
L'attuale edificio fu fatto costruire dai conti Valmarana, forse in sostituzione dell'antica chiesetta di Sant'Odorico, appartenente alla scomparsa villa Valmarana Bassani, distrutta da un incendio nel 1927. Eretto dall'architetto luganese Francesco Muttoni - lo stesso cui probabilmente i Valmarana fecero ricorso per il rifacimento della pieve di San Mauro a Costozza, con la quale l'oratorio ha molte analogie - è una delle poche vestigia rimaste nella parte di Secula, una volta ricca di ville signorili. L'oratorio era funzionante agli inizi dell'Ottocento, come si ricava dalla visita pastorale del vescovo Pietro Marco Zaguri. In seguito passò in proprietà della famiglia Bassani, che nel 1990 lo donò alla parrocchia di Longare.
Nel 1724 l'oratorio era ultimato e intitolato alla Beata Vergine del Carmine, a san Gaetano Thiene e a santa Teresa d'Avila, le cui statue ornano l'altare, sorretto da un viluppo di putti e ghirlande di fiori, che creano un insieme di festoso e aggraziato barocco. La statua centrale della Madonna viene attribuita a Orazio Marinali, la cui sigla risulta apposta alla base. Diverso è l'autore delle quattro statue - anch'esse tutte in pietra bianca di Vicenza ma probabilmente create in un momento successivo - poste in nicchie all'interno dell'oratorio (san Giuseppe, sant'Antonio da Padova, sant'Eurosia e san Francesco Saverio) le cui sagome ricordano quelle coeve della Pieve di San Mauro a Costozza.

### Ville
Villa Scroffa Donadello (Secula) 45.480657°N 11.615623°E
L'edificio della metà del Quattrocento conserva ancora alcuni elementi gotici: nel settore sinistro della lunga facciata una trifora accecata e due monofore separate da una larga canna fumaria. La barchessa del XVI secolo conserva poderosi pilastri in pietra di Nanto, recanti lo stemma della famiglia Scroffa. Attualmente è sede di un'azienda agricola a conduzione familiare.
Villa Scroffa Bassani (Secula) 45.487571°N 11.609773°E
Il complesso sorge poco al di fuori dell'abitato storico e a breve distanza dal Bacchiglione. Presenta una struttura articolata intorno ad una corte centrale, in parte lastricata in cotto; sul fianco occidentale si alza il corpo padronale preceduto da un giardino, mentre sul fianco orientale bassi edifici si uniscono ad una piccola barchessa porticata.
Villa Bassani
Fu fatta costruire nel 1927 da Enoch Giovanni Bassani dopo l'incendio che distrusse villa Valmarana Bassani. Realizzata in stile Liberty, come altre esistenti nella zona, è caratterizzata da una preesistente cantina ricavata da una grotta, dalla casa colonica e dalla limonaia vicine alla casa padronale, realizzata totalmente in mattoni.
Villa Peserico
Costruita verso la metà del Cinquecento, ha subito radicali modifiche alla fine dell'Ottocento. Al piano nobile della facciata che dà sul cortile resta una loggia tuscanica (ora tamponata) con tre colonne su alti piedistalli e pilastri alle estremità. All'interno si trova un maestoso scalone a due rampe e balaustra.
La parte settentrionale, dove un'alta monofora con balaustra è sovrapposta al portale d'ingresso, è in cattivo stato di conservazione, mentre la parte meridionale è stata ristrutturata e presenta una successione regolare di fori rettangolari riquadrati.
Villa Barbaran Capra
Chiamata anche "villa dalle eleganti torrette", sorge in posizione elevata rispetto al centro storico dietro la chiesa parrocchiale; costruita nel XVIII secolo ha subito strutturali rifacimenti agli inizi del Novecento, quando la torretta anteriore è stata inglobata nella casa ed è stata aggiunta la vicina barchessa. In un ulteriore intervento del 1911 sono state aggiunte, oltre alla torre posteriore, le finiture neogotiche e decorazioni in stile liberty che nel 1960, a seguito del rifacimento degli intonaci, sono andate perse.
Villa Righi Zannini (Bugano)
Secondo le ricerche dello storico Maccà fu chiamata la residenza dei "Signori de Bugano". Le sue origini risalgono al Duecento e tracce di quel periodo rimangono a tutt'oggi nella torre, la scuderia e la "Cantina di Bugano" scavata nel colle sotto l'antica torre, dalle originali caratteristiche architettoniche e di climatizzazione naturale. La parte centrale del complesso fu costruita dalla Famiglia Righi tra la fine del Seicento e gli inizi del Settecento con loggia e torre merlata che ricorda l'antica colombara. Alla villa era annesso l'oratorio della Beata Vergine del Carmine distrutto nel 1864. databile intorno al 1700. Dal 1911 la villa ospita la famiglia Zannini.
Villa Zambon Zannini (Bugano)
Originale complesso posto sulle pendici collinari coltivate a vigneto, formato da tre edifici separati: il corpo padronale, allungato e orientato est-ovest, e due edifici rustici che lo fronteggiano sul lato meridionale, con ampio giardino davanti alla villa e parco con alberi secolari sul retro. Il corpo di fabbrica aggiunto sul lato orientale della villa è recente.
Villa Vaccari (Bugano)
Costruito alla fine dell'Ottocento, l'edificio è situato in posizione elevata, in località Colderuga. La sua eleganza liberty, con le vetrate colorate, ben si armonizza con il paesaggio collinare circostante. Si compone di tre corpi distinti ed autonomi: il villino di linee tardo-ottocentesco, un annesso rustico e una torre venatoria, ora in disuso, inseriti in un vasto parco di gusto romantico corredato da architetture in pietra..

### Altro
Nel territorio di Longare si trova la base militare statunitense Site Pluto.

## Società

### Evoluzione demografica
Abitanti censiti

## Cultura

### Istruzione

#### Biblioteche
Nel capoluogo vi è la Biblioteca civica, che fa parte della rete di biblioteche vicentine "Bibioinrete", insieme alla maggior parte della biblioteche appartenenti alla Rete Bibliotecaria Vicentina.

#### Scuole
Nel Comune vi sono tre scuole primarie a Longare, Costozza, Lumignano e una scuola secondaria di primo grado a Longare.

### Frazioni
Frazioni del comune di Longare sono Costozza e Lumignano.
Altre località o contrade sono: Bugano, Casoni, Secula.

## Amministrazione
| Periodo | Periodo   | Primo cittadino                    | Partito              | Carica  | Note |
| ------- | --------- | ---------------------------------- | -------------------- | ------- | ---- |
| 1982    | 1995      | Renato Vigolo                      | Democrazia Cristiana | Sindaco |      |
| 1995    | 2004      | Marco Carli                        | Centrosinistra       | Sindaco |      |
| 2004    | 2009      | Giorgio Roberto Walczer Baldinazzo | Centrosinistra       | Sindaco |      |
| 2009    | 2019      | Gaetano Fontana                    | Centrodestra         | Sindaco |      |
| 2019    | In Carica | Matteo Zennaro                     | Centrosinistra       | Sindaco |      |

### Gemellaggi
- Valaurie, dal 2003

Inoltre nel 2012 Longare ha aderito alla lista dei comuni gemellati con la fondazione "Città della Speranza".